# Flavie Delangle
Pour les articles homonymes, voir Delangle.
Flavie Delangle, née le 18 septembre 2002 à Reims, est une actrice française. Elle est connue pour son rôle de Lola Lecomte dans la série télévisée Skam France.

## Biographie
Née le 18 septembre 2002 à Reims, Flavie Delangle arrête ses études en terminale, n'arrivant plus à concilier études et tournages. Elle pratique la gymnastique rythmique à haut niveau depuis 2008. En 2016, à l'âge de quatorze ans, elle commence sa carrière d'actrice dans le court métrage Marlon de Jessica Palud.
En 2020, elle interprète le rôle de Lola Lecomte dans l'adaptation française de la série norvégienne Skam. Son personnage, qui fait sa première apparition dans la saison 5, est le rôle principal de la sixième saison de la série. Elle fera des apparitions dans saisons 7 à 10
Elle interprète le rôle-titre dans Stella est amoureuse, long métrage de Sylvie Verheyde faisant suite à Stella sorti en 2008. Le tournage débute en 2021.
Elle interprète le rôle principal dans Rivière, long métrage de Hugues Hariche le tournage débute en 2022. Le film a été présenté au Festival International  du Film de Locarno en 2023, sorti en Suisse dernier trimestre 2023, sortie en France premier trimestre 2024.
En 2024, Flavie Delangle incarne le personnage d'Alix dans la série Nos vies en l'air, adaptation du roman du même nom de Manon Fargetton, publié en 2019. La série de huit épisodes sort le 25 octobre 2024 sur France.tv Slash.

## Filmographie
Sauf indication contraire, les informations mentionnées dans cette section peuvent être confirmées par les bases de données cinématographiques IMDb et Allociné,  présentes dans la section « Liens externes ».

### Télévision
- 2020-2022 : Skam France/Belgique de David Hourrègue : Lola Lecomte (invitée saison 5, centrale saison 6, principale saisons 7 à 10)
- 2021 : Mytho, saison 2 d'Anne Berest et Fabrice Gobert : Elvira jeune
- 2024 : Nos vies en l'air de Jonathan Cohen-Berry et Anthony Jorge : Alix

### Courts métrages
- 2016 : Marlon de Jessica Palud : Marlon
- 2019 : Jeunesse, mon amour de Léo Fontaines
- 2025 : Le reste on s'en fout de Meriem Abid et Michael Marciano

### Cinéma
- 2022 : Stella est amoureuse de Sylvie Verheyde : Stella Vlaminck
- 2023 : Rivière de Hugues Hariche : Manon Rivière